# فابیان اوپرل
فابیان اوپرل (انگلیسی: Fabian Aupperle؛ زادهٔ ۱۶ فوریهٔ ۱۹۸۶) بازیکن فوتبال اهل آلمان است.
از باشگاه‌هایی که در آن بازی کرده‌است می‌توان به باشگاه فوتبال اشتوتگارت، باشگاه فوتبال هوفنهایم، و باشگاه فوتبال هایدنهایم اشاره کرد.